# Броварський тролейбус
Броварськи́й троле́йбус — проєкт тролейбусної системи, що передбачало будівництво у місті Бровари Київської області та створення тролейбусного сполучення міста з Києвом.

## Історія
1994 року складено техніко-економічне обґрунтування тролейбусної лінії сполученням між Києвом (від ст.  «Лісова») та містом Бровари, відстань між якими складає 7,5 км. Депо та рухомий парк мали базуватись у Броварах. Планувалося облаштувати й внутрішньоміську мережу в Броварах. За часів мера Києва Олександра Омельченка, особливо у 2000-х роках, це питання кількаразово виносили на порядок денний. Під час виборчих перегонів про цей проєкт періодично нагадують, але станом на початок 2020 року далі проєкту справа не пішла.
Станом на 2005 рік оціночна попередня вартість робіт становила 240 млн ₴ ($47,5 млн).
Згідно з постановою Кабінету Міністрів України № 136 від 22 лютого 2012 року на 2012 рік було надано субвенції у розмірі 141 млн ₴ ($17,7 млн) з державного бюджету міському бюджету м. Бровари на будівництво тролейбусної лінії сполученням Бровари — Київ. За інформацією Forbes.ua, всього на реалізацію проєкту мало бути виділено 528,5 млн ₴ ($66,1 млн). Деякі громадські діячі та організації вважають появу цієї постанови незадовго до парламентських та місцевих виборів політичним піаром, і тому є обґрунтовані підтвердження.
У лютому 2013 року губернатор Київської області Анатолій Присяжнюк повідомив, що жодних коштів на будівництво лінії станом на 2013 рік не передбачено. Станом на квітень 2013 року за рахунок виділених коштів відремонтовано 1 км вулиці Київської, решта шляху тролейбусної лінії залишавалася без очевидних змін у зруйнованому стані та зі зрізаними деревами. Зі слів міського голови Броварів Ігоря Сапожка відбувалося прокладання комунікацій. Будівельники ж скаржилися на затримку заробіної платні за декілька місяців
У вересні 2013 року Відділ капітального будівництва Броварської міської ради незаконно відмовився надати інформацію про те, яким чином були витрачені 131,6 млн ₴ ($16,5 млн), виділені попереднього року на роботи з будівництва тролейбусної лінії